# Uno (Better Call Saul)
"Uno" é o episódio de estreia da série de televisão norte-americana de drama Better Call Saul, derivada de Breaking Bad. Ele foi escrito pelos criadores da série, Vince Gilligan e Peter Gould, e foi dirigido por Gilligan. A transmissão original estadunidense do episódio ocorreu na noite do dia 8 de fevereiro de 2015 através da rede de televisão AMC.  Fora dos Estados Unidos, o episódio estreou no serviço de streaming da Netflix em vários países.
A trama principal da série é ambientada no ano de 2002, cerca de seis anos antes do personagem principal Saul Goodman (Bob Odenkirk) conhecer Walter White (Bryan Cranston). Em "Uno", Jimmy McGill (Saul) é um advogado que trabalha em um escritório nos fundos de um salão de beleza. Jonathan Banks também reprisa seu papel como Mike Ehrmantraut, um policial aposentado que trabalha como guarda de segurança de um estacionamento. O episódio recebeu avaliações altamente favoráveis pela crítica especializada, e também bateu o recorde de série estreante mais assistida na história da televisão a cabo dos Estados Unidos, sendo assistido por 6.9 milhões de telespectadores.

## Enredo

### Abertura
O episódio abre com uma sequência de cenas em preto e branco e mostra Saul Goodman que, após os eventos de Breaking Bad, agora é conhecido pelo nome de "Gene" e trabalha em uma padaria Cinnabon situada no interior de um shopping center em Omaha, Nebraska (como ele havia predito na sua última aparição em Breaking Bad). Ele adotou novas características físicas pois agora possui um bigode e está calvo. Enquanto trabalha, suspeita que um cliente da padaria o reconhece, mas isso é provado ser apenas uma paranoia. À noite, em seu apartamento, Saul prepara e bebe um coquetel enquanto assiste embriagado à uma fita VHS contendo suas antigas propagandas de televisão.

### História principal
Em maio de 2002, James Morgan "Jimmy" McGill é um defensor público com dificuldades em Albuquerque, Novo México. Ele atualmente representa três meninos adolescentes e tenta convencer um jurado de que suas ações eram meramente "meninos sendo meninos". Em resposta, o promotor simplesmente passa um vídeo onde os três adolescentes entram em um necrotério e têm relações sexuais com uma cabeça cortada. Depois, Jimmy reclama de ser pago muito pouco pela defesa. Ele recebe um telefonema de um cliente em potencial, a quem ele finge ser seu próprio secretário irlandês. Ao sair do estacionamento, Jimmy é parado por Mike Ehrmantraut, o atendente do estacionamento, que se recusa a deixá-lo sair sem um pagamento ou um cartão de estacionamento fornecido pelo tribunal.
Mais tarde naquele dia, Jimmy vai até uma cafeteria e se encontra com os potenciais clientes, Craig e Betsy Kettleman, que estão sendo investigados pelo desaparecimento dos fundos do condado. Eles ficam hesitantes em contratar Jimmy. Enquanto tenta ordenar flores para os Kettlemans enquanto dirige, Jimmy atinge um adolescente do bairro em um skate, cujo irmão gêmeo registrou o acidente em uma câmera de vídeo, e ameaça chamar a polícia a menos que Jimmy lhes paguem dinheiro pelo silêncio. Em resposta, Jimmy chuta a "vítima", chamando o golpe de óbvio. Depois, ele retorna ao seu "escritório" — a lavanderia de um salão de beleza vietnamita. No correio, ele encontra um cheque de US$ 26,000 da Hamlin Hamlin & McGill, o escritório de advocacia do seu irmão Chuck, e rasga-o em vários pedaços. Jimmy confronta o pessoal do escritório, acusando-os de tentar enganar Chuck da sua parte legítima da empresa. Ao sair da HHM, ele vê os Kettlemans entrando e fica bastante agitado por ter perdido um cliente potencialmente lucrativo.
Jimmy visita Chuck, que está passando por um surto mental e acredita possuir os sintomas de hipersensibilidade eletromagnética. Ele exige que os visitantes deixem suas chaves e telefone na caixa de correio e aterrem-se antes de entrar em sua casa. Ele também não possui luzes de trabalho ou refrigerador e trabalha com a luz de uma lanterna e uma máquina de escrever. Chuck recusa uma compra e sugere que Jimmy pare de usar o nome "McGill" para evitar confusão pública entre seu nome e a HHM. Chateado, Jimmy rastreia os dois skatistas, Cal e Lars Lindholm, e sugere uma parceria, dizendo-lhes como ele começou a "escorregar e cair" para obter dinheiro fácil. Ele organiza um esquema para que eles sejam atingidos por um carro conduzido por Betsy — no intuito de que ela usaria os serviços de Jimmy para explicar o "acidente" na justiça, mas ao invés de parar para verificar a situação de Cal depois de bater nele, o motorista do carro simplesmente foge do local. Cal e Lars perseguem o veículo, mas quando o carro para, uma mulher idosa hispânica sai. Não percebendo (ou mais provavelmente, não cuidando) que tenham atingido a pessoa errada, eles tentam tirar dinheiro dela e a seguem para dentro de sua casa. Jimmy chega momentos depois para tentar salvá-los posando como um "oficial do tribunal", mas é puxado para dentro da casa na mira de uma arma empunhada por Tuco Salamanca.

## Produção

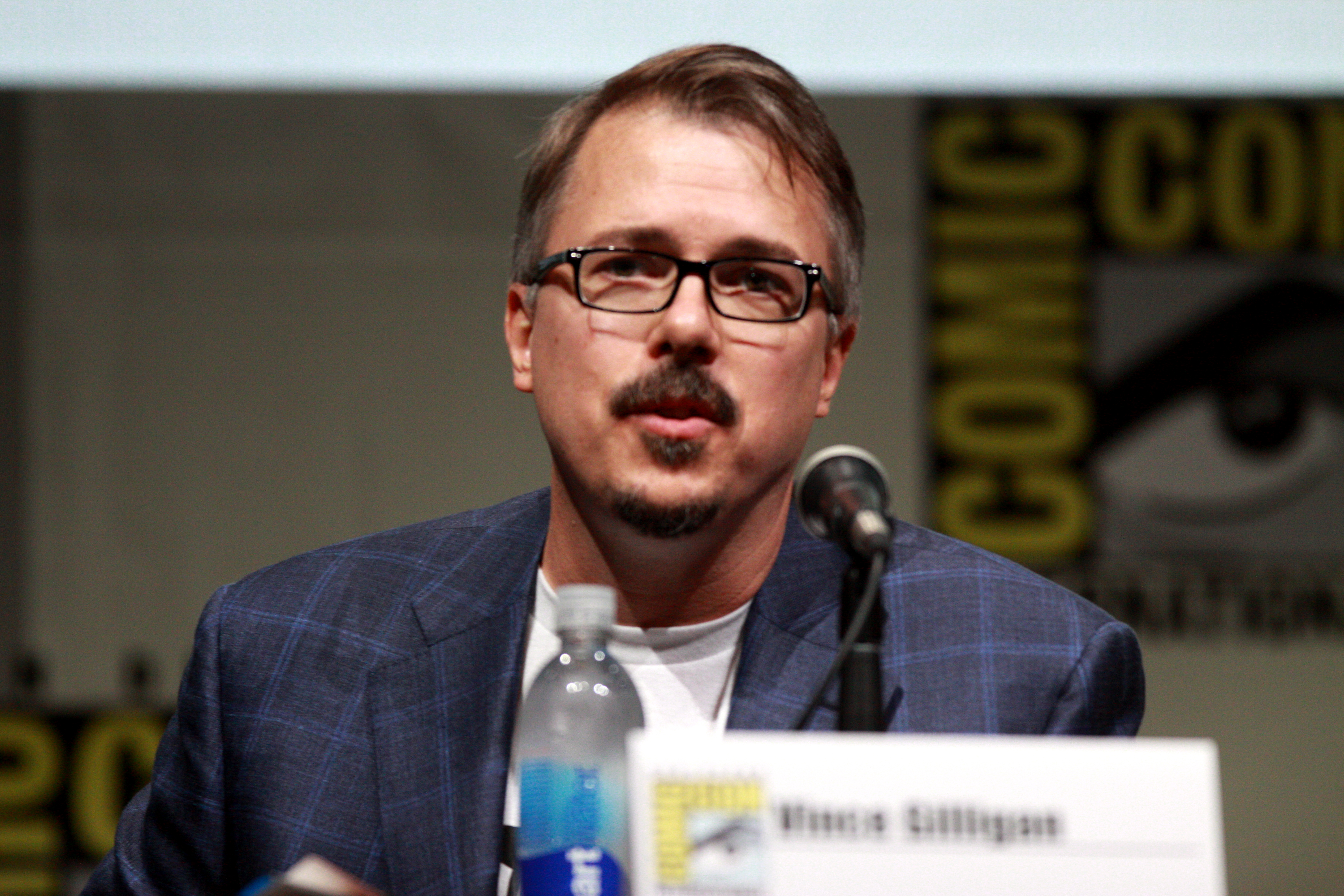
Vince Gilligan, co-criador da série e também o criador de Breaking Bad

Em julho de 2012, o criador de Breaking Bad, Vince Gilligan, sugeriu uma possível série spin-off focada em Saul Goodman.
Em abril de 2013, o desenvolvimento da série foi confirmado por Gilligan e Gould; O último escreveu o episódio Breaking Bad que introduziu o personagem. Durante uma entrevista em julho de 2012, Gilligan disse que gostava "da ideia de um show de advogados cujo principal advogado fará o que for necessário para ficar fora de um tribunal de justiça", incluindo se instalar nos degraus do tribunal.

### Filmagens
A série foi filmada em Albuquerque, Novo México, na mesma cidade onde Breaking Bad também foi filmada. À medida que as filmagens começaram em 2 de junho de 2014, o diretor Vince Gilligan expressou certa preocupação quanto ao possível desapontamento da participação da série, em termos de recepção da audiência. Em 19 de junho de 2014, a AMC anunciou que renovou a série para uma segunda temporada com 13 episódios para estrear no início de 2016, com a primeira temporada consistindo em 10 episódios e que a estreia da série foi adiada para o início de 2015. O primeiro trailer foi lançado no canal AMC em 10 de agosto de 2014 e confirmou sua data de estreia em fevereiro de 2015.
Na cena de abertura do episódio, Saul (agora sob o pseudônimo de Gene Takavic) é visto trabalhando em uma loja de Cinnabon em Nebraska. Apesar desta cena ser ambientada em Omaha, ela foi filmada no Shopping Cottonwood em Albuquerque.

## Recepção

### Resposta da crítica
O episódio recebeu críticas geralmente positivas. Erik Kain, da Forbes, falou à respeito do episódio e a série: "[Ele] não é apenas um spin-off de um programa de TV popular. Até agora, é um ótimo programa de TV por méritos próprios. Abrange um terreno familiar, mas ainda assim consegue ser seu próprio floco de neve exclusivo". Hank Stuever, escrevendo para o The Washington Post, avaliou-o com "B+" e disse que a série "está bem na linha do tom e estilo da série original, agora clássica" e que "levanta mais perguntas em duas horas do que responderá prontamente". Stephen Marche da revista Esquire escreveu que os primeiros episódios foram melhores do que os de Breaking Bad. Kirsten Acuna da Business Insider declarou que os [dois] episódios iniciais eram "tudo o que você poderia querer de uma série de televisão spin-off".
Roth Cornet, da IGN, deu 8.7 de 10 para o episódio, dizendo: "Saul pode competir com Walter White? Não. Mas ele não precisa. Better Call Saul impõe uma pergunta simples, mas fascinante: o que aconteceu com Jimmy McGill que forçou ele a se transformar no profano advogado criminoso, implacável, endurecido mas inteiramente divertido Saul Goodman? O homem que conhecemos e amamos em Breaking Bad. Eu, por um lado, estou ansioso para ver essa história se revelar."
Michael Star, do jornal New York Post, avaliou o episódio com nota 3 de 4, dizendo:
| “ | O episódio de estreia de domingo segue em ritmo acelerado, com cinematografia melancólica que, como Breaking Bad, de alguma forma faz a luz do Novo México, contra um céu azul brilhante, parecer um tempestuoso temporal — acentuado pela performance confiante de Odenkirk e pelo diálogo de Jimmy [ ...]. Eu estou sempre interessado em ver como/se um novo show carrega seu momento de estreia, especialmente com um show como Better Call Saul, que foi tão implacavelmente aguardada pela AMC que você começou a se questionar. Mas o segundo episódio da segunda-feira à noite faz um bom trabalho em manter sua essência, já que Jimmy tem uma epifania que mudará o curso de sua vida, e nós teremos mais algumas surpresas. É um bom começo para uma série que já foi renovada para uma segunda temporada — e terá tempo para crescer. | ” |

Alguns críticos abordaram o ceticismo antes de assistirem ao episódio. Alessandra Stanley, escrevendo para o The New York Times, disse: "É comum ter medo de um spin-off, alguns conseguem, mas muitos decepcionam. Não há absolutamente nenhuma necessidade de se preocupar com esta pre-sequência para com o cânone de Breaking Bad. Better Call Saul traça em detalhes amorosos, senão corrosivos, como Jimmy McGill, um acumulador de dívidas, perseguidor de perdedores, mudou seu nome para Saul Goodman e tornou-se um conselheiro do senhor das drogas. Better Call Saul é melhor do que bom: é um deleite — de maneira brutal, sombria e cômica, é claro." Chris Jancelewicz, do The Huffington Post, escreveu sobre o episódio fazendo uma avaliação altamente favorável, apesar do ceticismo inicial, dizendo: "É tão bom, desde o começo, que quase me sinto envergonhado para sempre, o criador/escritor Vince Gilligan, seus escritores e o ator principal Bob Odenkirk (Saul). Better Call Saul é um retorno ao ambiente do Novo México, tentado e verdadeiro, os tiros arrebatadores do deserto a céu aberto misturado com a extravagância das lanchonetes de estrada, a luxúria justaposta com o humor negro, que, da mesma forma que Breaking Bad, é tanto chateante quanto hilária ao mesmo tempo. Você vai ficar rindo apesar de você mesmo não querer".
Robert Bianco, escrevendo para o USA Today, declarou: "Encare isso: Quando a AMC anunciou que havia encomendado uma prequência de Breaking Bad, as chances que muitos de nós consideramo eram de que tratava-se de um movimento casual feita por um canal sem novas ideias que estava lutando por uma antiga que valia a pena. Bem, estávamos certos — mas o que não levamos em consideração foram os presentes do estrelato de Bob Odenkirk que os criadores Vince Gilligan e Peter Gould levariam para Better Call Saul [...] e sua capacidade de transformar o que parecia ser um material rígido em algo próximo a uma bolsa de seda". Por fim, ele classificou o episódio em 3.5 de 4. Uma das poucas críticas negativas ao episódio vieram de Tony Wong, do Toronto Star, que disse: "É lindo e e amorosamente disparado. É engraçado e sombrio. Mas é pedir demais que Bob Odenkirk leve o show sem ajuda."
Em sua análise da estreia do seriado, Mary McNamara, do Los Angeles Times, resumiu que "a beleza de Saul era sua natureza imperturbável; não importa o quão terríveis ou escabrosas eram as circunstâncias, ele conseguiu identificar o próximo passo lógico e segui-lo. Jimmy McGill ainda não sabe como fazer isso; Better Call Saul nos mostrará como ele aprendeu."

### Audiência
Após a transmissão, o episódio tornou-se a estreia mais assistida na história da televisão a cabo dos Estados Unidos, sendo visto por 6.9 milhões de telespectadores. A série ficou em segundo lugar da noite entre os canais de televisão a cabo dos Estados Unidos, ficando atrás apenas de Fear the Walking Dead, que, a partir de 9 de fevereiro de 2015, é o segundo maior show de entretenimento assistido por adultos entre 18-49 nos Estados Unidos, atrás de The Blacklist.

### Prêmios
Vince Gilligan e Peter Gould ganharam o Prêmio Writers Guild of America for Television: Episodic Drama por este episódio.